# Berserker (Band)
Berserker ist eine deutschsprachige Metal-Band aus Berlin.

## Geschichte
Die Band wurde 1999 von Schröder, Costa und Andi gegründet. Mit Matze wurde sie 2000 komplett, daher wird die offizielle Gründung mit diesem Jahr angegeben. Von 2000 bis 2006 hat Berserker alles selbst produziert. Im Jahr 2007 ging sie zu KB-Records und produzierte dort 2 Alben (Schattenwelten, Revolution) und eine DVD (Ein Blick in die Schattenwelten). 2008 gerieten sie in die Schlagzeilen, weil sie sich öffentlich von weiteren Auftritten mit der Band Frei.Wild distanzierten. Berserker zogen ihre Entscheidung 2010 zurück. 2009 trennten sich Berserker von ihrem Label und wechselten zu Sunny Bastards. Andi verließ die Band. Costa wechselte zum Bass und übernahm fortan die zweite Stimme. Mit Linus kam ein neuer Schlagzeuger Anfang Januar 2011 dazu.
Zum 10-jährigen Jubiläum erschien im Dezember 2010 die Mini-CD Gottes Werk und Teufels Beitrag. Im Oktober 2011 verließ Matze aus gesundheitlichen Gründen die Band. Nachfolger wurde das neue Bandmitglied Mike. Die Krebserkrankung des Sängers und Gitarristen „Schröder“ Anfang 2012 traf die Band schwer. Alle Konzerte von Januar bis März 2012 wurden abgesagt. Nach einer Operation konnte er wieder Live-Auftritte geben. Seitdem sammelt Berserker auf jedem Konzert Spenden für krebskranke Kinder und deren Familien. Am 7. April 2012 fand in der Berliner Columbiahalle die Release-Show zum neuen Album Reinkarnation statt. Dieses Event war gleichzeitig Matzes letztes Konzert und Mikes offizieller Einstieg. Als Vorab-Sampler zum 2013er-Album Für das Leben bereit wurde die EP Berlin als Gratisbeilage im Legacy Magazine veröffentlicht.

## Stil
Während Berserker anfangs im Deutschrock-Bereich anzusiedeln war, änderte sich ihr Stil in den Metalbereich. Sie beschreiben ihren Stil als eine Mischung aus 80er-Punkrock, 90er-True Metal und Deutschrock. Gesanglich wechselt Schröder zwischen Growling und Klargesang.

## Diskografie
- 2001: Zeichen der Zeit (Demo-CD)
- 2003: Wortlose Gedanken (Demo-CD)
- 2006: Kein Blick zurück
- 2007: Schattenwelten (KB-Records)
- 2008: Die frühen Jahre (Zusammenstellung der 2 Demos)
- 2008: Zeit- und wortlose Gedanken – Ein Blick in die Schattenwelten (DVD)
- 2009: Revolution (KB-Records)
- 2010: Gottes Werk und Teufels Beitrag (Sunny Bastards)
- 2012: Reinkarnation (Sunny Bastards)
- 2013: Berlin EP (Sunny Bastards / Legacy)
- 2013: Für das Leben bereit (Sunny Bastards)
- 2017: Unsterblich